# Wijken van Buenos Aires
De Argentijnse hoofdstad Buenos Aires bestaat uit 48 barrios of wijken. Deze wijken worden weer onderverdeeld in comunas (door bewoners bestuurde gemeenschappen).

## Lijst van wijken

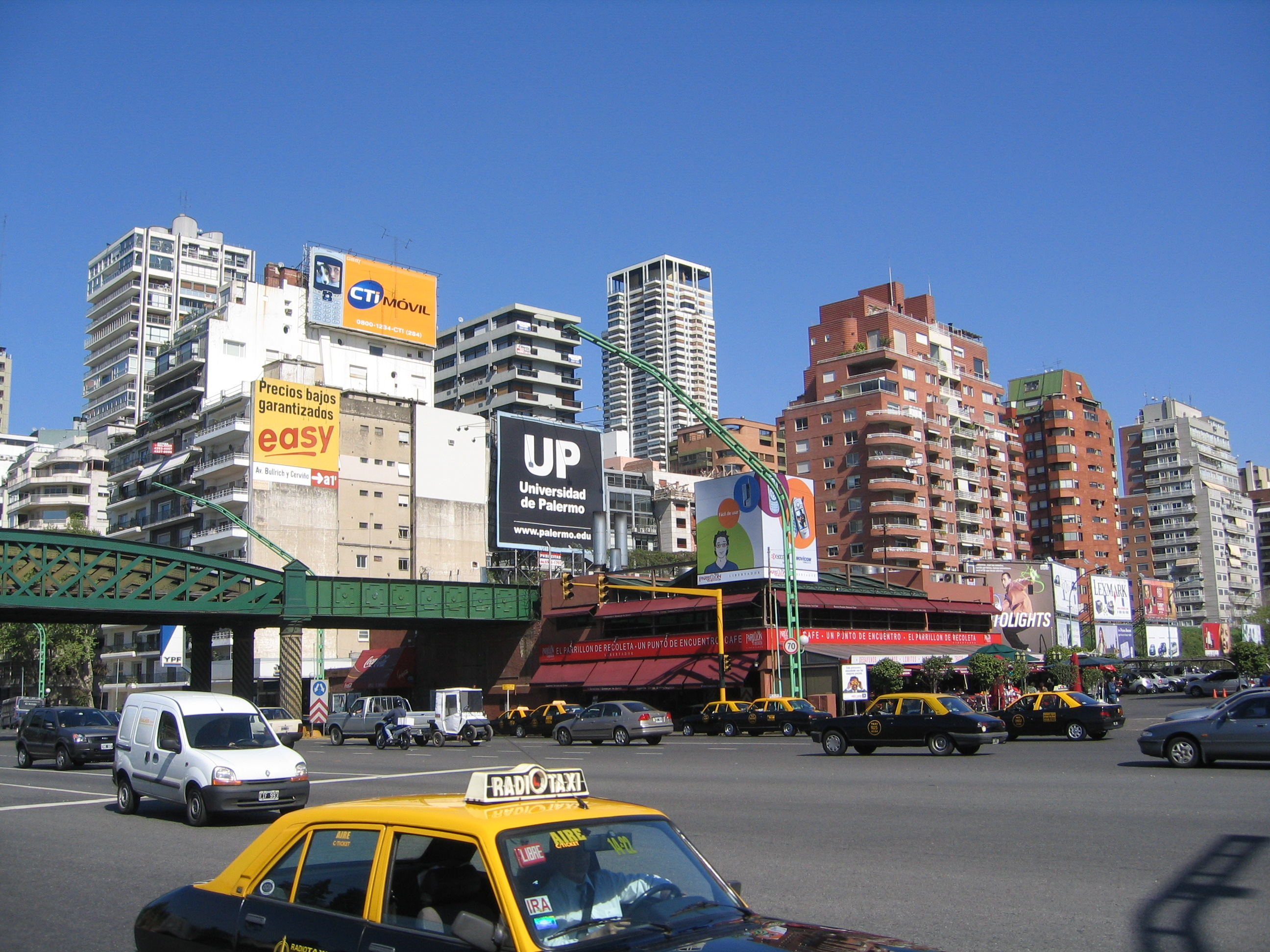
Palermo.

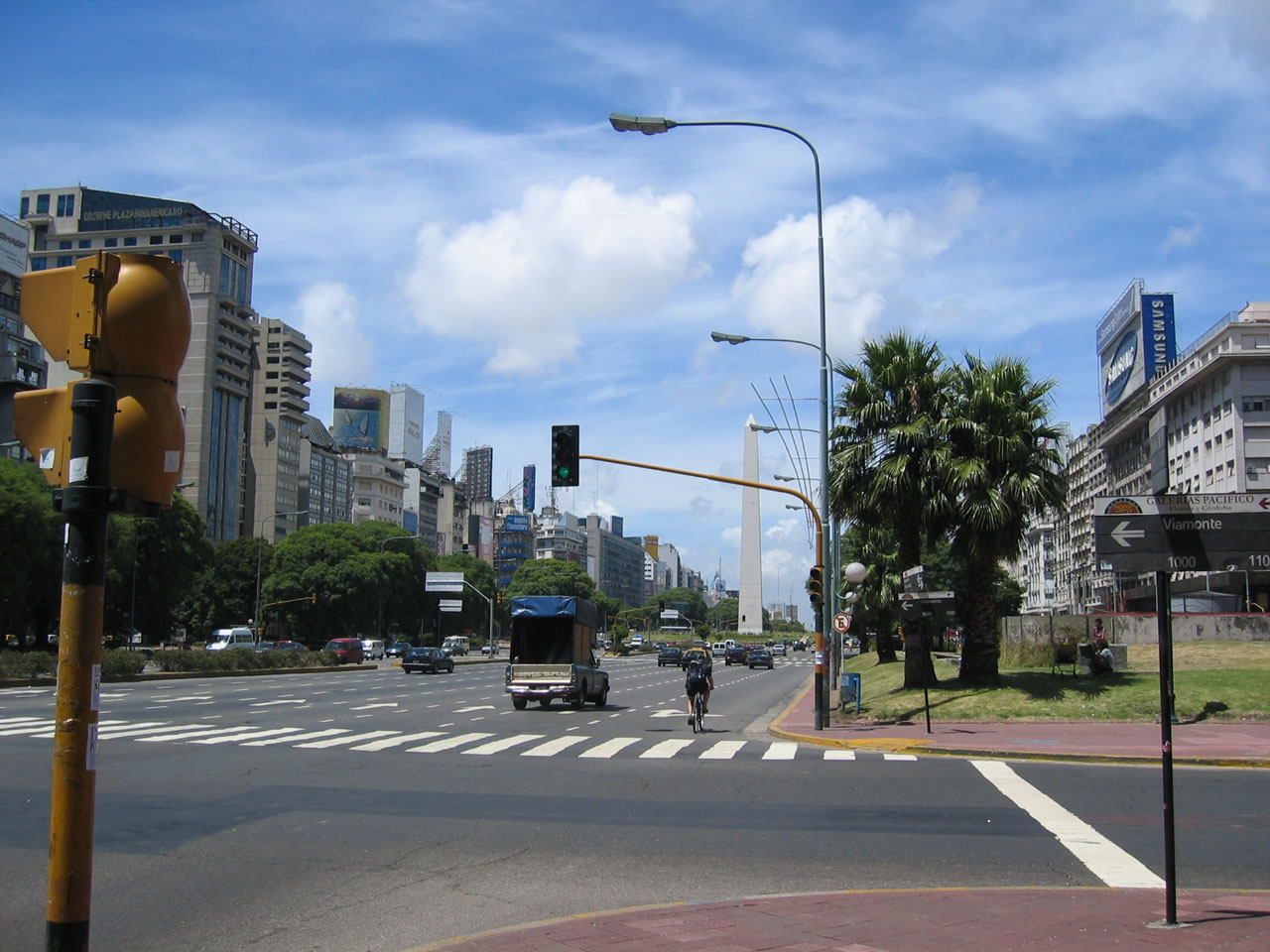
San Nicolás.

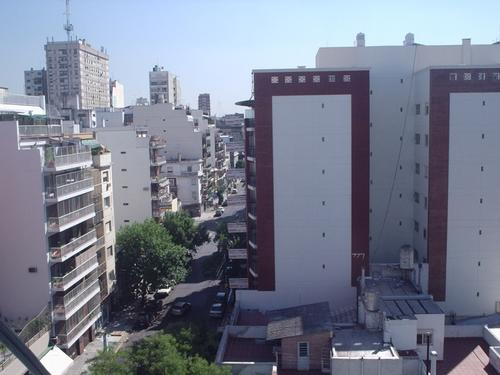
Villa Crespo.

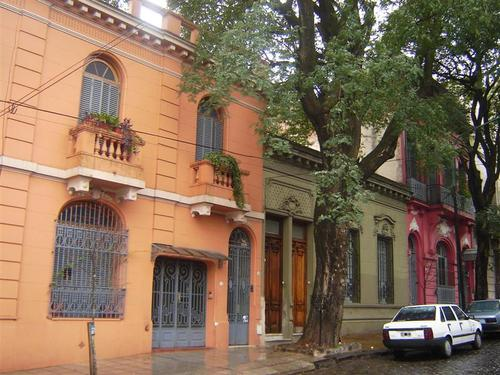
San Cristóbal.

In alfabetische volgorde en tussen haakjes inwoneraantal in 2001:
1. Agronomía (35.000)
2. Almagro (139.000)
3. Balvanera (152.000)
4. Barracas (77.000)
5. Belgrano (139.000)
6. Boedo (49.000)
7. Caballito (183.000)
8. Chacarita (27.000)
9. Coghlan (19.000)
10. Colegiales (57.000)
11. Constitución (46.000)
12. Flores (150.000)
13. Floresta (39.000)
14. La Boca (46.000)
15. La Paternal (20.000)
16. Liniers (44.000)
17. Mataderos (65.000)
18. Monte Castro (35.000)
19. Montserrat (44.000)
20. Nueva Pompeya (63.000)
21. Núñez (53.000)
22. Palermo (252.000)
23. Parque Avellaneda (54.000)
24. Parque Chacabuco (39.000)
25. Parque Chas
26. Parque Patricios (41.000)
27. Puerto Madero (meer dan 7.000)
28. Recoleta (189.000)
29. Retiro (45.000)
30. Saavedra (52.000)
31. San Cristóbal (50.000)
32. San Nicolás (33.000)
33. San Telmo (26.000)
34. Vélez Sársfield (36.000)
35. Versalles (14.000)
36. Villa Crespo (90.000)
37. Villa del Parque (59.000)
38. Villa Devoto (71.000)
39. Villa Lugano (114.000)
40. Villa Luro (33.000)
41. Villa Mitre (36.000)
42. Villa Ortúzar (23.000)
43. Villa Pueyrredón (40.000)
44. Villa Real (14.000)
45. Villa Riachuelo (15.000)
46. Villa Santa Rita (34.000)
47. Villa Soldati (41.000)
48. Villa Urquiza (89.000)

De gehele stad Buenos Aires heeft 2,7 miljoen inwoners, het hele metropoolgebied Groot-Buenos Aires niet meegerekend.
Agronomía · Almagro · Balvanera · Barracas · Belgrano · Boedo · Caballito · Chacarita · Coghlan · Colegiales · Constitución · Flores · Floresta · La Boca · La Paternal · Liniers · Mataderos · Monte Castro · Monserrat · Nueva Pompeya · Núñez · Palermo · Parque Avellaneda · Parque Chacabuco · Parque Chas · Parque Patricios · Puerto Madero · Recoleta · Retiro · Saavedra · San Cristóbal · San Nicolás · San Telmo · Vélez Sársfield · Versalles · Villa Crespo · Villa del Parque · Villa Devoto · Villa Lugano · Villa Luro · Villa Mitre · Villa Ortúzar · Villa Pueyrredón · Villa Real · Villa Riachuelo · Villa Santa Rita · Villa Soldati · Villa Urquiza